# Yakimono

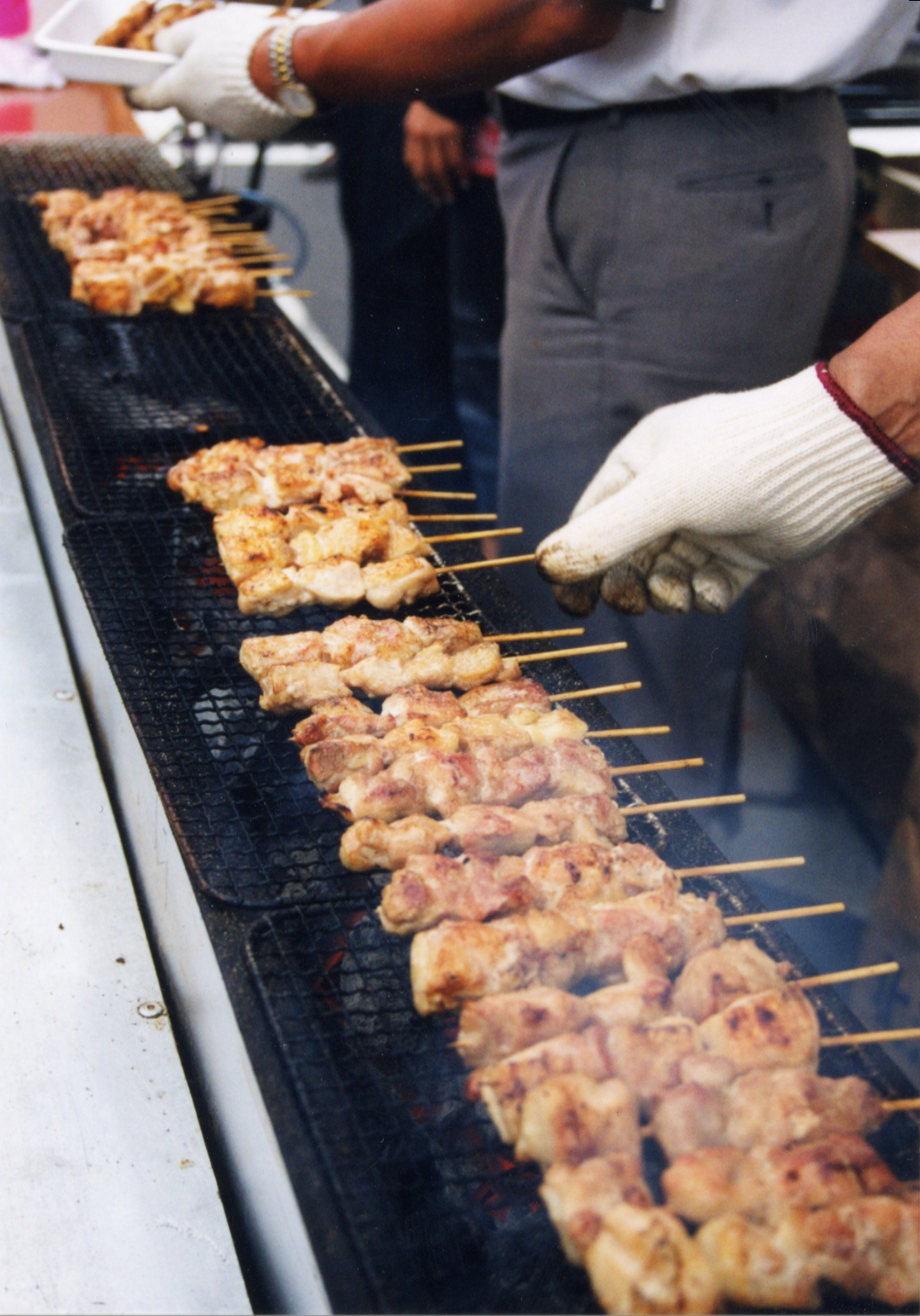
Yakimono de Yakitori

Yakimono (|焼き物) es una palabra japonesa que designa a la vez un tipo de cocción, a la parrilla, y los platos que son cocinados de esta manera en la gastronomía japonesa. Todo aquello que se hace es yakimono, ya que yaki significa cocinar y mono cosa. El sufijo yaki significa «a la parrilla», y se encuentra en numerosos platos típicos japoneses.  

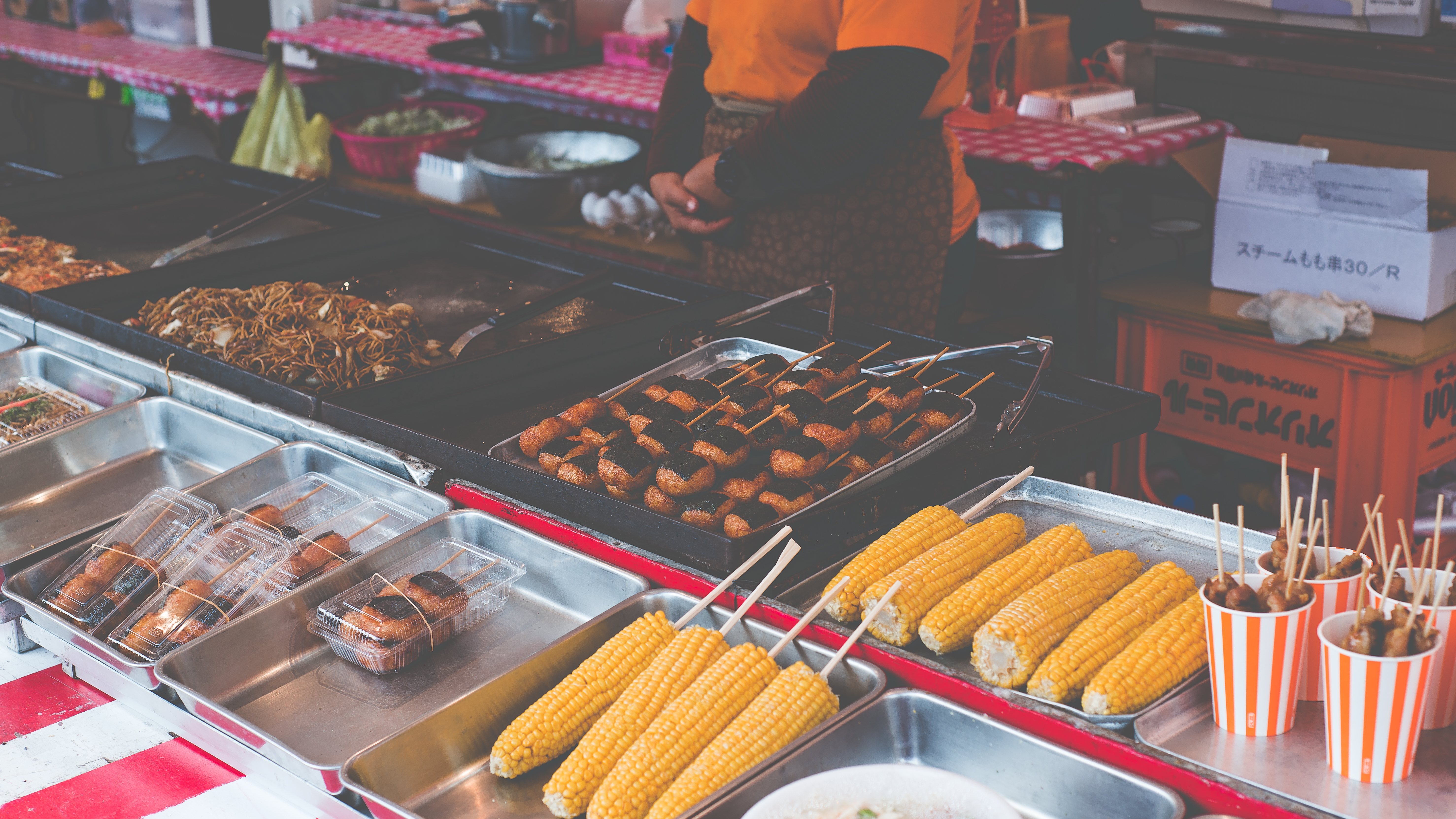
Yakimono.

Yakimono también designa el conjunto de la cerámica japonesa.

## Algunosyakimono
Entre los yakimono más conocidos se encuentran las gyoza, okonomiyaki, tteppanyaki,  takoyaki o también los yakitori.

## Utensilios
Entre los instrumentos para realizar un plato yakimono, se puede citar el teppanyaki (plancha de cocinar japonesa) o también el makiyakinabe (巻き焼き鍋) o también llamado tamagoyaki ki (卵焼き器/玉子焼き器), que es una sartén rectangular para hacer las tortillas japonesas tamagoyaki (卵焼き/玉子焼き).